# Mikoła Zasim
Mikoła (Mikałaj) Arciomawicz Zasim (biał. Мікола (Мікалай) Арцёмавіч Засім; ur. 19 listopada 1908 w Szeniach, zm. 19 lipca 1957) – białoruski i radziecki poeta, w okresie II Rzeczypospolitej działacz lewicowego antypolskiego ruchu rewolucyjnego, członek Komunistycznej Partii Zachodniej Białorusi; od 1939 roku radziecki działacz państwowy i partyzant.

## Życiorys
Urodził się 19 listopada (6 listopada st. st.) 1908 roku we wsi Szenie, w powiecie prużańskim guberni grodzieńskiej Imperium Rosyjskiego. Pochodził w chłopskiej rodziny. Zatrudniony był jako pracownik najemny w tartaku w Prużanie. Od 1925 roku (według innego źródła od 1924 roku) działał w lewicowym, proradzieckim ruchu białoruskiej mniejszości narodowej w Polsce, skierowanym przeciwko państwu polskiemu. W 1924 roku wstąpił do podziemnej organizacji komsomolskiej, a następnie do nielegalnej w Polsce Komunistycznej Partii Zachodniej Białorusi. Jednocześnie wchodził w skład legalnych Białoruskiej Włościańsko-Robotniczej Hromady i Towarzystwa Szkoły Białoruskiej. Wielokrotnie aresztowany był przez władze polskie za działalność rewolucyjną i antypolską. Po napaści ZSRR na Polskę we wrześniu 1939 roku i włączeniu jej ziem północno-wschodnich w skład Białoruskiej SRR, Mikoła Zasim został przewodniczącym sielsowietu Szenie. W czasie niemieckiej okupacji w latach 1941–1944 działał w radzieckim ruchu partyzanckim, pełnił funkcję instruktora Brzeskiego Obwodowego Komitetu Antyfaszystowskiego. Po wojnie, w latach 1946–1957 pracował jako zastępca przewodniczącego Prużańskiego Rejonowego Komitetu Wykonawczego, współpracownik literacki brzeskiej gazety obwodowej „Zara”, pracownik Brzeskiego Obwodowego Muzeum Krajoznawczego. W 1948 roku ukończył Republikańską Szkołę Partyjną przy Komitecie Centralnym Komunistycznej Partii (bolszewików) Białorusi. Zmarł 19 lipca 1957 roku.

## Działalność literacka
Mikoła Zasim zaczął publikować swoją twórczość w 1928 roku w wydawanym w Polsce białoruskojęzycznym czasopiśmie „Małanka”. Współpracował też z innymi tego rodzaju pismami, m.in.: „Litaraturnaja Staronka”, „Aswa”, „Nasza Wola” i „Nasza Praca”. Swoje pierwsze wiersze podpisywał pseudonimami: Chłopiec, Ahoń, Asot. W 1933 roku w „Rodnym Kraju” posługiwał się już swoim prawdziwym imieniem i nazwiskiem.
Tematyką jego utworów były konflikty społeczne i narodowe na terenach wiejskich ziem północno-wschodnich II Rzeczypospolitej, bezprawie dotykające chłopów białoruskiej narodowości i wroga wobec białoruskiego ludu polityka polskich władz. Często posługiwał się humorem i satyrą. W czasie wojny niemiecko-radzieckiej pisał wiersze na temat ciężaru wojny, publikując je na łamach podziemnych gazet „Zaria” i „Za Rodinu”. W okresie powojennym kontynuował tę tematykę.
W ocenie białoruskich literaturoznawców Mikoła Zasim był „ludowym samorodkiem”, który wyjawił się dzięki masowemu ruchowi kulturalnemu „Hromady”. Jego twórczość na język rosyjski przekładał Alaksandr Twardouski.

## Twórczość
- Wierszy. Mińsk: 1954. Brak numerów stron w książce
- Wybranaje. Mińsk: 1960. Brak numerów stron w książce

## Odznaczenia
- Order Czerwonej Gwiazdy (ZSRR);
- medale[2].